# Рязане
Рязане е процес,при който инструментът (неговият режещ ръб) преодолява съпротивлението на материала в резултат на което се отделя стружка. Другото название на рязането е студена обработка.
При рязането има две основни движения – главно и подавателно.
Главно движение – движението което извършва самото рязане.
Пример:движението на ножовката когато загребва.
Подавателно движение (при машини) – движението което премства интрумента (или) детайла към следващото място за рязане.
Подавателното движение се извършва от инструмента (при струговане), или от детайла прикрепен към масата (при фрезоване). Винаги се счита, че детайла е неподвижен.